# 馬卡羅韋 (佐洛喬夫區)
50°17′39″N 36°8′23″E / 50.29417°N 36.13972°E
馬卡羅韋（烏克蘭語：Макарове）是位於烏克蘭東部的村莊，由哈爾科夫州博霍杜希夫區的佐洛奇夫市鎮負責管轄。該村面積0.79平方公里，海拔高度157米，2018年人口300，人口密度每平方公里460.1人。